# John Mearsheimer
John Joseph Mearsheimer [ˈmɪərʃaɪmər], född 14 december 1947 i Brooklyn i New York, är en amerikansk professor i statsvetenskap vid University of Chicago.

## Gärning
Mearsheimer anses tillhöra den neorealistiska skolan inom studiet av internationella relationer. Till skillnad från forskare inom den klassiskt realistiska skolan, som Hans Morgenthau, så härleder Mearsheimer inte mellanstatliga relationer till människans natur och världsledares personliga egenskaper. Istället förklarar Mearsheimer, i likhet med andra neorealister som Kenneth Waltz, staters agerande med strukturella begränsningar och det internationella systemets anarkiska uppbyggnad. I enighet med detta har Mearsheimer utvecklat teorin om den offensiva realismen; enligt denna strävar suveräna stater efter att uppnå regional hegemoni på bekostnad av andra stater i det anarkiska internationella systemet. Mearsheimer beskriver detta i sin bok The Tragedy of Great Power Politics (2001).